# Aristide Carlo Scassola
Aristide Carlo Scassola (Genève, ?  – Saint-Laurent-du-Var, 28 september 1938) was een Frans componist en dirigent.
Van deze componist is heel weinig bekend. Hij schreef werken voor (salon-)orkest, harmonieorkest en kamermuziek. Zijn werken waren zeer populair en worden tot nu uitgevoerd. Hij leefde in het oosten en zuiden van Frankrijk en werkte gedeeltelijk ook in Zwitserland en Italië.

## Composities

### Werken voor orkest
- 1900 Amour de geisha - Boston hesitation
- 1911 Salute à France pour le Quatorze Juillet!
- 1911 La Belle tarantine, tarantella voor viool, harp en orkest
- 1913 Mi Morita, Intermezzo-tango voor orkest
- 1916 Britannicus, ouverture
- 1917 Poème mystique, voor orkest
- 1928 Thermidor, ouverture voor orkest  (ook voor harmonieorkest)
- 1929 Corteggio tartaro,  karakterstuk
- 1930 Fête à Seville, bolero voor orkest
- 1930-1931 Suite pastorale, voor orkest
  1. Festa al villaggio
  2. alla sorgente
  3. Reverie
  4. Corteggio rustico
- 1932 Die Kleine Geisha
- Adonis, wals
- Allegro feroce
- Andante Appassionato
- Aubade à Mimi, intermezzo voor orkest
- Caravane, intermezzo
- El Cordobes, paso-doble
- Feuilles d'autoumne, impromptu
- Helvetia, symfonisch gedicht
- Hymne à la Nuit, voor groot orkest
- Idylle au Siam, Suite
- Joyeux Depart
- Lip! Lop!, one-step
- Marche des gnomes
- Meditation
- Nuit d'amour, voor cello en orkest
- Nuits parisiennes
- Nuits viennoises
- Omaka, Amerikaans intermezzo voor orkest
- Pavane dans le style ancien
- Pensée d'amour, pièce
- Quo Vadis, ouverture
- Reveil du printemps
- Sérénade à Colombine, pizzicato
- Siempre amigros, Spaanse mars
- Sirène blonde
- Stella Maris (Étoile de mer), wals

### Werken voor harmonieorkest
- 1928 Thermidor, ouverture
- 1930 Britannicus, ouverture
- Amabilis
- Le Retour d'Ulyssé (Die Heimkehr des Odysseus), ouverture
- Quo Vadis, ouverture
- Spartacus, ouverture

### Vocale werken
- La legende du Preux, voor zangstem en piano - tekst: Alfred Lallemand
- Les cloches républicaines, duo voor zangstem en piano - tekst: Alfred Lallemand
- Mon vieux tonneau, valse voor zangstem en piano - tekst: Alfred Lallemand

### Kamermuziek
- 1929 Piccola Serenata, voor viool, cello, dwarsfluit, klarinet en piano
- Andante appassionato, voor strijkkwartet
- Canzonetta, voor viool en strijkkwartet (of piano)
- Sérénade Romantique, voor viool, cello en piano